# Frédéric François-Marsal
Frédéric François-Marsal (París, 16 de marzo de 1874-Gisors, 28 de mayo de 1958) fue un político francés de la Tercera República.

## Biografía
Nacido en París el 16 de marzo de 1874, ocupó el cargo de ministro de Finanzas entre el 20 de enero de 1920 y el 16 de enero de 1921 en un gobierno Millerand; durante este mandato su labor fiscal fue un factor que contribuyó a la deflación de los precios, poniendo en dificultades al Tesoro Francés. François-Marsal, que repitió como ministro de finanzas entre el 29 de marzo y el 14 de junio de 1924, llegó a simultanear dicho cargo a partir del 9 de junio con la presidencia del Consejo.
Falleció en Gisors el 28 de mayo de 1958.

## Enlacese externos
- Wikimedia Commons alberga una categoría multimedia sobre Frédéric François-Marsal.

- Datos: Q459212
- Multimedia: Frédéric François-Marsal / Q459212